# Flughafen Bogotá

i7
i11
i13
Der Flughafen El Dorado (spanisch  Aeropuerto Internacional El Dorado Luis Carlos Galán Sarmiento, IATA-Code: BOG; ICAO-Code: SKBO) ist ein internationaler Verkehrsflughafen und der größte und wichtigste in Kolumbien. Er liegt auf 2548 m ü. NHN im Nordwesten der Hauptstadt Bogotá auf dem Anden-Plateau.

## Status
Der ehemalige Präsident Gustavo Rojas Pinilla ließ den Flughafen während seiner Regierungszeit von 1953 bis 1957 planen und bauen, 1959 wurde er eröffnet. Im Jahr 1981 wurde ein zweites Terminal unter dem Namen Puente Aéreo in Betrieb genommen. Im Jahr 1998 folgte die Inbetriebnahme einer zweiten Start- und Landebahn. Seither sind die Einwohner des nahe gelegenen Stadtbezirkes Fontibón vom Fluglärm besonders betroffen. Heute ist El Dorado mit jährlich über 45 Mio. Passagieren der größte Flughafen Lateinamerikas. Die kolumbianische Antidrogenpolizei (Dirección de Antinarcóticos) ist auffällig präsent und überwacht jeden Winkel des Flughafens.

### Um- und Ausbau El Dorado I
Seit der Flughafen dem massiven Passagieraufkommen nicht mehr genügte, begannen bereits im Jahre 2007 die ersten Um- und Ausbauarbeiten von El Dorado, betrieben durch den Flughafenbetreiber Opain S.A., der bis Mitte 2017 in vier Phasen vonstattenging. Die bisherigen 27 Parkpositionen wurden auf insgesamt 90 erweitert und auch die nördliche Start- und Landebahn wurde um 800 Meter verlängert. Eine dritte Start- und Landebahn ist seit 2017 im Gespräch.
Bis Juli 2014 wurden sowohl der Airport mit seinen öffentlichen Bereichen als auch das Flughafengebäude mit Investitionen von insgesamt einer Milliarde US-Dollar vollkommen erneuert. Eine neue Ankunftshalle ist bereits in Betrieb, ein neues Feuerwehrhaus, ein neues Bürogebäude und ein neues Frachtzentrum mit 21 Flugzeug-Positionen wurden gebaut. Der Platz des alten Frachtbereichs wurde für das neue internationale Terminal 1 benötigt. Durch die Erweiterung und Modernisierung kann der Betreiber Opain S.A. künftig 22 Mio. Passagiere pro Jahr abfertigen.
Im Dezember 2015 wurde der neue Kontrollturm (Torre Muisca) eröffnet, der bis zu 90 Starts und Landungen pro Stunde kontrollieren kann. Bis dahin konnten nur 58 Operationen pro Stunde bewältigt werden. Die Fluglotsen werden dann nicht nur den ganzen kolumbianischen Luftraum kontrollieren, sondern auch Flugverspätungen vermeiden helfen.
Die Bauarbeiten am neuen Hauptterminal, dem Terminal 1, wurden 2017 abgeschlossen.
Wichtigster Nutzer am Flughafen – mit 61 Prozent des Verkehrsaufkommens – ist die kolumbianische Fluggesellschaft Avianca, die ihre Fusion mit der mittelamerikanischen TACA abgeschlossen hat und als Avianca-Taca Ende Juni 2010 der Star Alliance beigetreten ist.

### Projekt El Dorado II

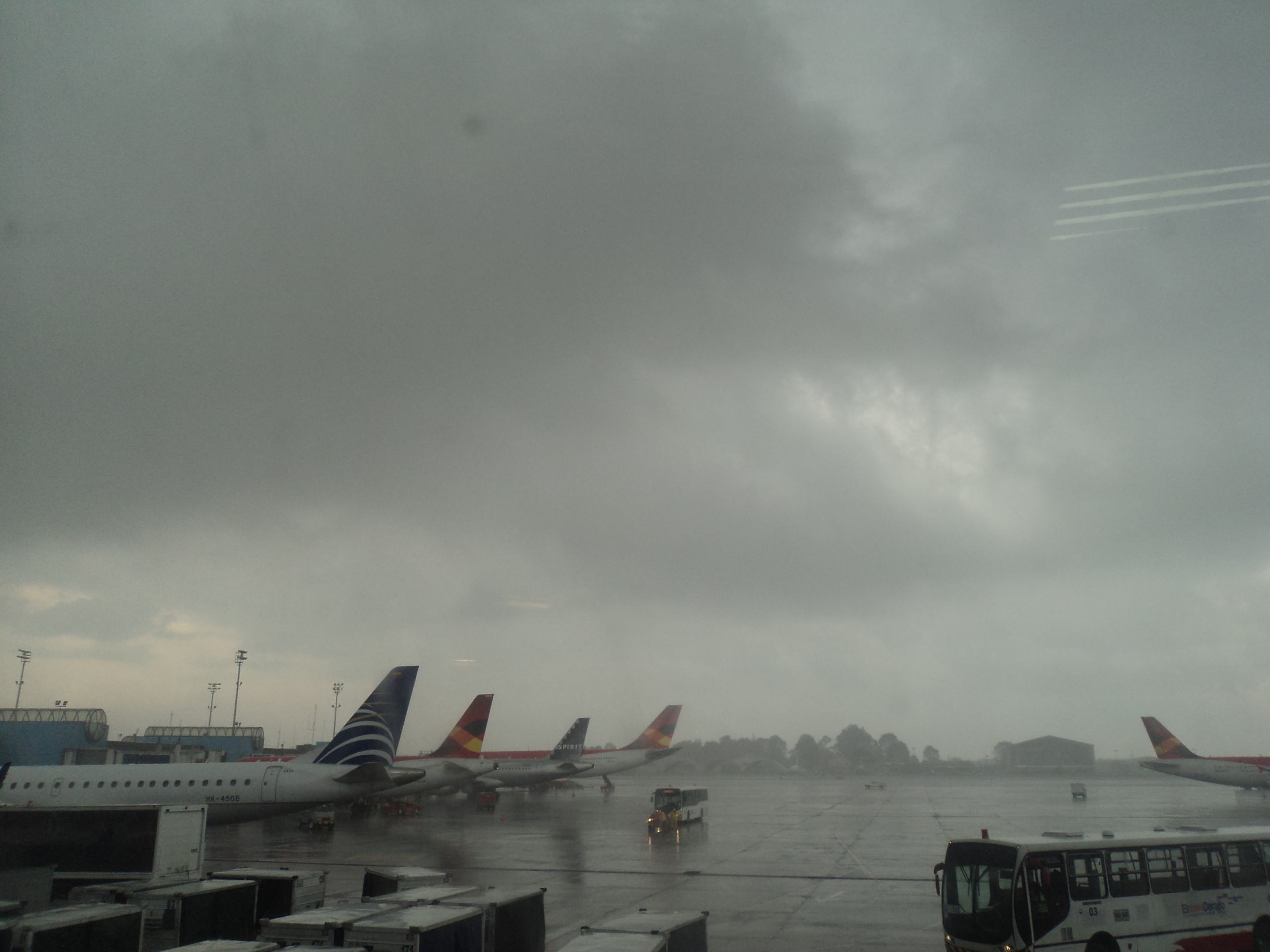
Wolkenbruch über El Dorado

Bereits 2011 war klar, dass der Ausbau des Flughafens im Hinblick auf das erwartete Wachstum im Tourismus zu klein ausfallen werde. Um das Problem dauerhaft zu lösen, sollte bis 2023 ein zweiter Flughafen mit drei Start-/Landebahnen südlich der Nordwest-Einflugschneise von El Dorado I für 7,5 Millionen Passagiere pro Jahr gebaut werden, vorläufig als New Bogota (El Dorado II) Airport oder El Dorado II International Airport bezeichnet. Dazu liegt eine Machbarkeitsstudie vor.
Der Ausbau einer bislang landwirtschaftlich genutzten Fläche sollte in zwei Phasen realisiert werden. In Phase I sollten ab Mitte 2018 zunächst 799 ha bebaut werden, in Phase II bis zur geplanten Vollendung 2022 bis 2023 dann insgesamt 1.980 ha bebaut sein. Die Gesamtkosten werden über 1,06 Mrd. USD betragen. Ausführende Firmen sind die britische Mott MacDonald (51 %), die spanische Aertec Solutions (24 %) und die kolumbianische C&M Consultores (25 %). Ein Masterplan liegt bereits vor.
Die Bauarbeiten begannen Anfang 2018 und die Inbetriebnahme der ersten Start- und Landepiste war für 2022 erwartet. El Dorado II soll zwischen den Vororten Facatativá und Madrid, knapp 40 km von Bogotás Stadtzentrum entfernt, gebaut werden. Von dort sollten in erster Linie Billigfluggesellschaften, wie Viva Air Colombia, Satena, Clic (ehemals EasyFly) und Searca (Charter), mit nationalen und internationalen Flügen operieren. Die verkehrstechnische Anbindung mit El Dorado I und dem Zentrum von Bogotá sollte dann mit dem zukünftigen Schienennahverkehr in der Region Bogotá hergestellt werden, was das Umsteigen für die Passagiere erleichtern sollte.

## Fluggesellschaften und Ziele
Der Flughafen dient Avianca, Copa Airlines Colombia (vormals AeroRepública), EasyFly, LATAM Airlines Colombia, Satena und Viva Air Colombia als Luftfahrt-Drehkreuz, von wo sie nationale und internationale Ziele anfliegen.
In Europa werden Ziele in sechs Ländern angeflogen, darunter Frankfurt und München.

## Infrastruktur

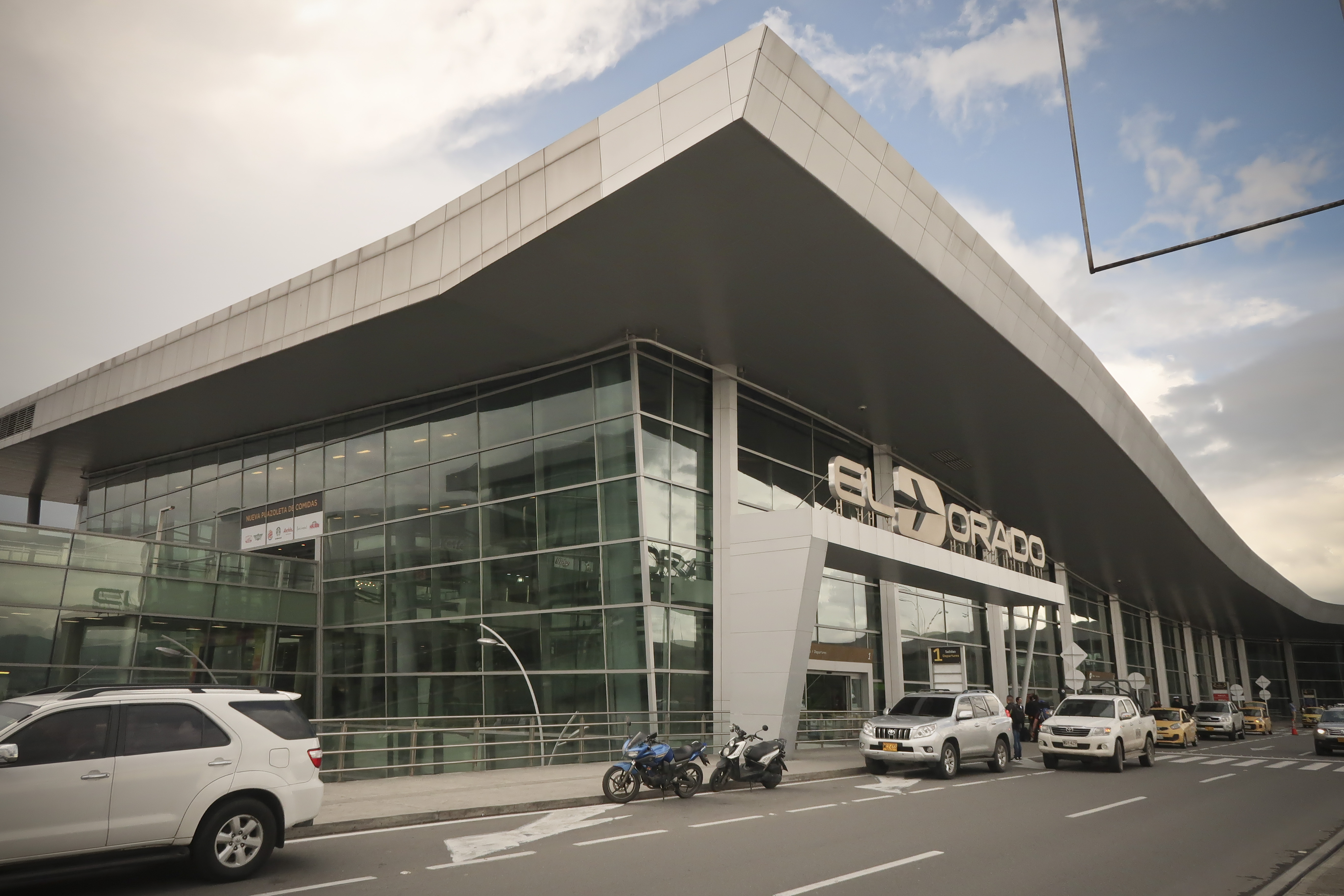
Haupteingang von Terminal 1

Der Flughafen verfügt über zwei Start-/Landebahnen in einer Höhe von 2548 Metern sowie drei Abfertigungshallen für Passagiere. Eine für Inlandsflüge, eine für den internationalen Flugverkehr und eine nur für Avianca (Terminal Puente Aéreo mit 14 Flugsteigen). Der Flughafenbetreiber Opain S.A. ist ein Konsortium bestehend aus kolumbianischen Unternehmen und der Flughafen Zürich AG. El Dorado war der erste lateinamerikanische Flughafen überhaupt für Luftfracht. Avianca dominiert das Geschäft am Airport Bogotá, der vor allem durch Blumen für die USA und Europa mit über 600.000 t jährlich den größten Frachtumschlag unter Lateinamerikas Flughäfen verzeichnet. Der Flughafen unterliegt der Luftraumklasse A.

## Zwischenfälle
- Am 7. Dezember 1948 wurde eine Douglas DC-3/C-47A-20-DK der kolumbianischen Limitada Nacional de Servicio Aéreo (LANSA) (Luftfahrzeugkennzeichen HK-306) auf dem Flughafen Bogotá irreparabel beschädigt. Nähere Einzelheiten sind nicht bekannt. Personen kamen nicht zu Schaden.[27][28]

- Am 17. April 1960 wurde mit einer Curtiss C-46A Commando der kolumbianischen Lloyd Aéreo Colombiano (HK-870) auf dem Flughafen Bogotá-Eldorado eine Bauchlandung gemacht. Alle Insassen, Besatzungsmitglieder und Passagiere, überlebten den Unfall.[29]

- Am 19. April 1960 stürzte eine Curtiss C-46D Commando der Lloyd Aéreo Colombiano (HK-390) im Endanflug auf den Flughafen Bogotá ab. Die Maschine befand sich auf dem Flug von Medellin-Olaya Herrera. Ursache war ein Geschwindigkeitsverlust mit folgendem Strömungsabriss. Von den 51 Insassen kamen 37 ums Leben, 6 Besatzungsmitglieder und 31 Passagiere.[30]

- Am 16. November 1962 verunglückte eine Douglas DC-4/C-54D-10-DC der Kolumbianischen Luftwaffe (FAC-693) auf einem nächtlichen Trainingsflug. Die Maschine kollidierte nahe Suárez, 105 Kilometer südwestlich des Flughafens Bogotá-El Dorado mit dem bergigen Gelände. Bogota war Start- und Zielflugplatz des Fluges. Alle 5 Besatzungsmitglieder, die einzigen Insassen, kamen ums Leben.[31]

- Am 8. März 1964 stürzte eine Douglas DC-3/C-47A-5-DK der kolumbianischen Líneas Aéreas Taxader (HK-862) nahe dem Flughafen Bogotá ab. Bei dem Ausweichversuch, eine nur vermeintlich bevorstehende Kollision mit einem anderen Flugzeug zu verhindern, wurde so abrupt gesteuert, dass die Kontrolle über das Flugzeug verloren ging und es bei Facataviva abstürzte, 26 Kilometer nordwestlich des Flughafens. Alle 28 Insassen, drei Besatzungsmitglieder und 25 Passagiere, kamen ums Leben.[32]

- Am 9. Januar 1966 wurde eine Douglas DC-3/C-47 der kolumbianischen SATENA (FAC-675) nahe Chipaque in einen Berg geflogen, 8 Minuten vor der Landung auf dem Flughafen Bogota-Eldorado. Für die Piloten war es schon der zehnte Flug an diesem Tag. Bei diesem CFIT (Controlled flight into terrain) wurden alle 11 Insassen getötet, zwei Besatzungsmitglieder und 9 Passagiere.[33]

- Am 22. September 1966 kollidierte eine Douglas DC-4-1009 der kolumbianischen Avianca (HK-174) nach einem Triebwerksausfall beim Start vom Flughafen Bogotá-El Dorado mit Bäumen und stürzte ab. Auslöser waren Ermüdungsbrüche in einem Drehzahlregler. Beitragend war die Tatsache, dass Avianca den Kapitän auf diesem Nachtflug nach Barranquilla einsetzte, obwohl er dafür auf dem Typ DC-4 gar nicht lizenziert war. Die beiden Piloten, einzige Insassen des Frachtfluges, kamen ums Leben (siehe auch Avianca-Flug 870).[34]

- Am 4. November 1966 kam es in einer Curtiss C-46A-35-CU Commando der kolumbianischen Aerocarga Colombia (HK-512) kurz nach dem Start vom Flughafen Bogotá-Eldorado zu einem Ausfall des elektrischen Systems. Bei der Notlandung nahe Funza wurde das Flugzeug irreparabel beschädigt. Beide Piloten, die einzigen Insassen auf dem Frachtflug, überlebten den Unfall.[35]

- Am 18. Dezember 1966 schlug eine Lockheed L-1649 Starliner der Aerocondor Colombia (N7301C) auf dem Flug von Miami nach Bogotá 10 bis 20 m vor der Landebahn auf. Zum Unfallzeitpunkt befanden sich Nebelschwaden über Teilen des Flughafens. Der Kapitän der aus den USA gemieteten Maschine verfügte nicht über ein gültiges Flugtauglichkeitszeugnis. Von den 59 Personen an Bord starben 17.[36]

- Am 4. März 1967 gelang es mit einer Curtiss C-46D-5-CU Commando der Aerocondor Colombia (HK-758) beim Start vom Flughafen Bogotá nicht, genügend Höhe zu gewinnen. Etwa eine Minute nach dem Abheben musste eine Notlandung mit eingefahrenem Fahrwerk (Bauchlandung) durchgeführt werden. Das Flugzeug wurde irreparabel beschädigt. Beide Piloten, die einzigen Insassen auf dem Frachtflug, überlebten den Unfall.[37]

- Am 13. Februar 1969 schlug eine Curtiss C-46D Commando der kolumbianischen Aeropesca Colombia (HK-683) beim Start vom Flughafen Bogotá 1600 Meter hinter dem Starbahnemde im Gelände auf. Die überladene Frachtmaschine war nur auf knapp 100 Meter Höhe gestiegen, bevor sie in einen Sinkflug überging und in einer Höhe von rund 2400 Metern über dem Meeresspiegel (8400 Fuß) wieder zu Boden sank. Alle vier Insassen überlebten. Das Flugzeug wurde irreparabel beschädigt.[38]

- Am 21. Januar 1972 stürzte eine Vickers Viscount 837 der kolumbianischen Lineas Aereas La Urraca (HK-1347) kurz nach dem Start vom Flughafen Bogotá etwa drei Kilometer entfernt ab. Das Flugzeug war in ein Gewitter geraten. Alle 20 Insassen, fünf Besatzungsmitglieder und 15 Passagiere, kamen ums Leben.[39]

- Am 7. Juni 1973 wurde eine Vickers Viscount 785D der kolumbianischen Aerolineas TAO (HK-1061) auf dem Flughafen Bogotá irreparabel beschädigt. Alle Insassen überlebten.[40]

- Am 27. August 1973 wurde eine Lockheed L-188A Electra der Aerocondor Colombia (HK-777) etwa 12 Kilometer südöstlich des Zielflughafens Bogotá-El Dorado in einen Berg geflogen (CFIT, Controlled flight into terrain). Alle 42 Insassen wurden getötet.[41]

- Am 5. Januar 1974 verunglückte eine Lockheed 18 Lodestar der kolumbianischen Aeropesca Colombia (HK-1146) bei einem Trainingsflug auf dem Flughafen Bogotá-El Dorado. Nach dem letzten Start ließ sich das Fahrwerk nicht wieder einfahren. Da bei der Landung wegen eines Lecks im Hydrauliksystem auch die Bremsen ausgefallen waren, geriet die Maschine von der Landebahn ab und endete in einem Entwässerungsgraben. Alle fünf Insassen, drei Besatzungsmitglieder und zwei Passagiere, überlebten. Das Flugzeug wurde irreparabel beschädigt.[42]

- Am 22. Februar 1975 streifte eine Canadair CL-44/CC-106 Yukon der Aerocondor Colombia (HK-1972) 10 Kilometer vom Startflughafen Bogotá-El Dorado entfernt einen Baum und stürzte 1200 Meter weiter in einen Berg. Alle fünf Besatzungsmitglieder der Frachtmaschine wurden getötet.[43]

- Am 10. Juli 1975 drehte ein Frachtflugzeug des Typs Lockheed L-188AF Electra der Aerocondor Colombia (HK-1976) kurz nach dem Abheben vom Flughafen Bogotá-El Dorado plötzlich nach rechts, sank zurück und stürzte in eine Douglas DC-6 der Aerocosta (HK-756). Beide Flugzeuge fingen Feuer und wurden zerstört. Zwei der vier Besatzungsmitglieder an Bord der Electra kamen ums Leben.[44][45]

- Am 21. Juni 1977 wurde mit einer Curtiss C-46D-20-CU Commando der kolumbianischen Aeronorte (HK-75) wegen eines Triebwerksbrandes von Motor Nr. 1 (links) beim Start vom Flughafen Bogotá-El Dorado eine Notlandung durchgeführt. Diese gelang, jedoch breitete sich das Feuer über die linke Tragfläche und Rumpfseite aus. Das Flugzeug wurde irreparabel beschädigt. Alle fünf Besatzungsmitglieder des Frachtfluges überlebten.[46]

- Am 29. April 1978 verunglückte eine Douglas DC-6/C-118A der kolumbianischen LAC Líneas Aéreas del Caribe (HK-1705) beim Start etwa einen Kilometer nordwestlich des Startflughafens Bogotá-Eldorado. Nach dem Abheben gewann die Maschine nicht genügend Höhe, kollidierte mit einem Baum und stürzte ab. Das nur für Frachttransport zugelassene und nicht mit Sitzen ausgerüstete Flugzeug hatte auch neun Passagiere an Bord. Von den 12 Insassen wurden 8 getötet, alle drei Besatzungsmitglieder und 5 der 9 Passagiere.[47]

- Am 22. August 1979 wurde eine Hawker Siddeley HS 748-260 der kolumbianischen SATENA (FAC-1101) vom Flughafen Bogotá gestohlen. Ein 23 Jahre alter Mann, der schon nach 2 Jahren als Mechaniker wieder entlassen worden war, startete mit dem  gestohlenen Flugzeug und stürzte damit in einem Vorort von Bogota ab. Außer sich selbst tötete er damit drei Einwohner.[48]

- Am 27. November 1989 stürzte eine Boeing 727-21 der Avianca (HK-1803) auf dem Weg vom Flughafen El Dorado nach Cali etwa 16 Kilometer südwestlich des Startflughafens nach einer Bombenexplosion ab. Bei dem Anschlag im Auftrag des Drogenbarons Pablo Escobar kamen alle 107 Insassen ums Leben. Zudem wurden drei weitere Personen am Boden durch Trümmerteile getötet (siehe auch Avianca-Flug 203).[49]

- Am 10. Februar 1991 mussten die Piloten einer Douglas DC-6/C-118A der kolumbianischen Air Colombia (HK-1702) 16 Kilometer vom Startflughafen Bogotá-Eldorado entfernt eine Notlandung in einem Feld durchführen. Kurz nach dem Abheben hatte Triebwerk Nr. 1 der Frachtmaschine (links außen) Feuer gefangen, das sich auf Triebwerk Nr. 2 (links innen) ausbreitete. Bei der geglückten Notlandung rollte das Flugzeug noch 400 Meter auf dem Feld, zerbrach dann in zwei Teils und brannte aus. Alle 85 Insassen überlebten: Die Passagiere, 80 auf dem Boden sitzende Soldaten, konnten sich ebenso retten wie die fünfköpfige Besatzung.[50]

- Am 11. Dezember 1991 wurde eine Curtiss C-46 der kolumbianischen Líneas Aéreas Suramericanas (HK-2716) während des Anflugs auf den Flughafen Bogotá-Eldorado in einen Hügel geflogen (CFIT, Controlled flight into terrain). Die Maschine kam auf einem Positionierungsflug vom Flughafen Medellin-Rionegro. Alle 8 Insassen (je 4 Besatzungsmitglieder und Passagiere) wurden getötet.[51]

- Am 20. Februar 1993 stürzte eine Convair CV-440-11 der panamaischen Cargo Three Panama (HP-1200CTH) 3 Kilometer westlich des Flughafens Bogotá-El Dorado auf ein Feld. Aufgrund eines Triebwerksbrandes hatten die Piloten versucht, zurückzukehren. Beide Piloten, die einzigen Insassen auf dem Frachtflug, kamen ums Leben.[52]

- Am 20. April 1998 wurde eine Boeing 727-230 der TAME Ecuador (HC-BSU), die auf einem Flug der Air France eingesetzt wurde, nach dem Start vom Flughafen El Dorado in den Cerro el Cable geflogen, ein Berg nahe dem bei Touristen beliebten Monserrate (CFIT, Controlled flight into terrain). Statt 3,6 km nach dem Landebahnende rechts abzubiegen, flogen die Piloten bis zum Aufprall 10 km weiter geradeaus in die östliche Andenkette. Alle 53 Insassen wurden getötet (siehe auch Air-France-Flug 422).[53]